# Pseudophaeotrichum sudanense
Pseudophaeotrichum sudanense är en svampart som beskrevs av Arx, E. Müll. & C. Stoll 1969. Pseudophaeotrichum sudanense ingår i släktet Pseudophaeotrichum och familjen Testudinaceae.   Inga underarter finns listade i Catalogue of Life.